# Canthium cambodianum
Canthium cambodianum är en måreväxtart som beskrevs av Charles-Joseph Marie Pitard. Canthium cambodianum ingår i släktet Canthium och familjen måreväxter.
Artens utbredningsområde är Kambodja. Inga underarter finns listade i Catalogue of Life.